# Claver (Surigao del Norte)
Claver ist eine philippinische Stadtgemeinde in der Provinz Surigao del Norte. 
Sie liegt im Norden der großen Insel Mindanao, 60 km südöstlich der Provinzhauptstadt Surigao City und ist über die Küstenstraße Surigao City - Tandag erreichbar.
Sie hat 32.773 Einwohner (Zensus 1. August 2015).
Große Teile der Gemeindefläche sind Bergbaugebiet zur Ausbeutung des größten Eisenerzvorkommens der Welt. Das Mineral wird in den "Roten Bergen" mittels Tagebau gewonnen, auf eigens angelegten Pisten direkt zur Küste transportiert und dort dann verschifft. Die Taganito Mining Corporation und deren japanischer Eigentümer Sumitomo Kinzoku Kōzan sind am Bergbau maßgeblich beteiligt.

## Baranggays
Claver ist politisch in 14 Baranggays unterteilt.
- Bagakay (Pob. West)
- Cabugo
- Cagdianao
- Daywan
- Hayanggabon
- Ladgaron (Pob.)
- Lapinigan
- Magallanes
- Panatao
- Sapa
- Taganito
- Tayaga (Pob. East)
- Urbiztondo
- Wangke